# Pseudothyridium oblongum
Pseudothyridium oblongum är en skalbaggsart som beskrevs av Ohaus 1905. Pseudothyridium oblongum ingår i släktet Pseudothyridium och familjen Rutelidae. Utöver nominatformen finns också underarten P. o. bolivianum.